# Sammy Lee
Samuel "Sammy" Lee (født 7. februar 1959) er en tidligere engelsk fodboldspiller og manager, og nuværende assistent træner. Han har været assistent træner for den engelske klub Liverpool siden juli 2008, og har tidligere haft samme stilling i Bolton Wanderers, hvor han også var manager i en kort periode.